# Nuevo Campanario
Nuevo Campanario är en ort i Mexiko.   Den ligger i kommunen Calakmul och delstaten Campeche, i den östra delen av landet, 1 000 km öster om huvudstaden Mexico City. Nuevo Campanario ligger 252 meter över havet och antalet invånare är 328.
Terrängen runt Nuevo Campanario är platt. Runt Nuevo Campanario är det mycket glesbefolkat, med 2 invånare per kvadratkilometer. Närmaste större samhälle är Xpujil, 7,5 km nordost om Nuevo Campanario. I omgivningarna runt Nuevo Campanario växer i huvudsak städsegrön lövskog.